# Jorge Fucile
Jorge Ciro Fucile Perdomo (Montevideo, 19 november 1984) is een gewezen Uruguayaans voetballer die speelt voor FC Cartagena. Fucile k0n zowel op de rechtsachter als op de linksachter uit de voeten.

## Carrière
Fucile maakte zijn debuut voor Uruguay op 24 mei 2006 in een vriendschappelijke interland in Los Angeles die Uruguay met 2–0 won van Roemenië. Ook Álvaro González (Defensor Sporting Club) en Sebastián Fernández (CS Miramar Misiones) maakten in die wedstrijd voor het eerst hun opwachting voor hun vaderland. Met Uruguay speelde Fucile op de wereldkampioenschappen voetbal in 2010 en 2014 en nam hij deel aan meerdere edities van de Copa América.
Fucile werd in 2012 uitgeleend aan het Braziliaanse Santos. Hij viel op 25 april 2012 uit met een zware knieblessure. Die blessure hield hem de rest van het kalenderjaar aan de kant. In 2014 tekende Fucile een contract bij Nacional in eigen land, nadat hij jarenlang gespeeld had bij de Portugese club FC Porto.
Tijdens het seizoen 2019-2020 zette hij een stap lager en kwam uit voor het Spaanse FC Cartagena.  Hij volgde zijn landgenoot Gustavo Munúa, die coach van de Spaanse ploeg was.  Hoe verder het seizoen vorderde, hoe moeilijker de speler een plaats in de ploeg kon afdwingen.  Toen aijn landgenoot op 20 december 2019 als coach overstapte naar Nacional, nam Fucile twee dagen later ook zijn ontslag.  Na een half seizoen inactiviteit tekende hij in 2020 bij Juventud de Las Piedras, een ploeg uit Uruguay spelend in de Segunda División.  Na het einde van dit seizoen stopte hij definitief.

## Erelijst
FC Porto
- Primeira Liga

2006/07, 2007/08, 2008/09, 2010/11, 2012/13
- Portugese beker

2008/09, 2009/10, 2010/11
- Portugese Supercup

2009, 2010, 2011, 2013
- UEFA Europa League

2010/11
 FC Cartagena
- Segunda División B

2019/20
 Uruguay
- WK voetbal 2010

vierde plaats